# Giường trại

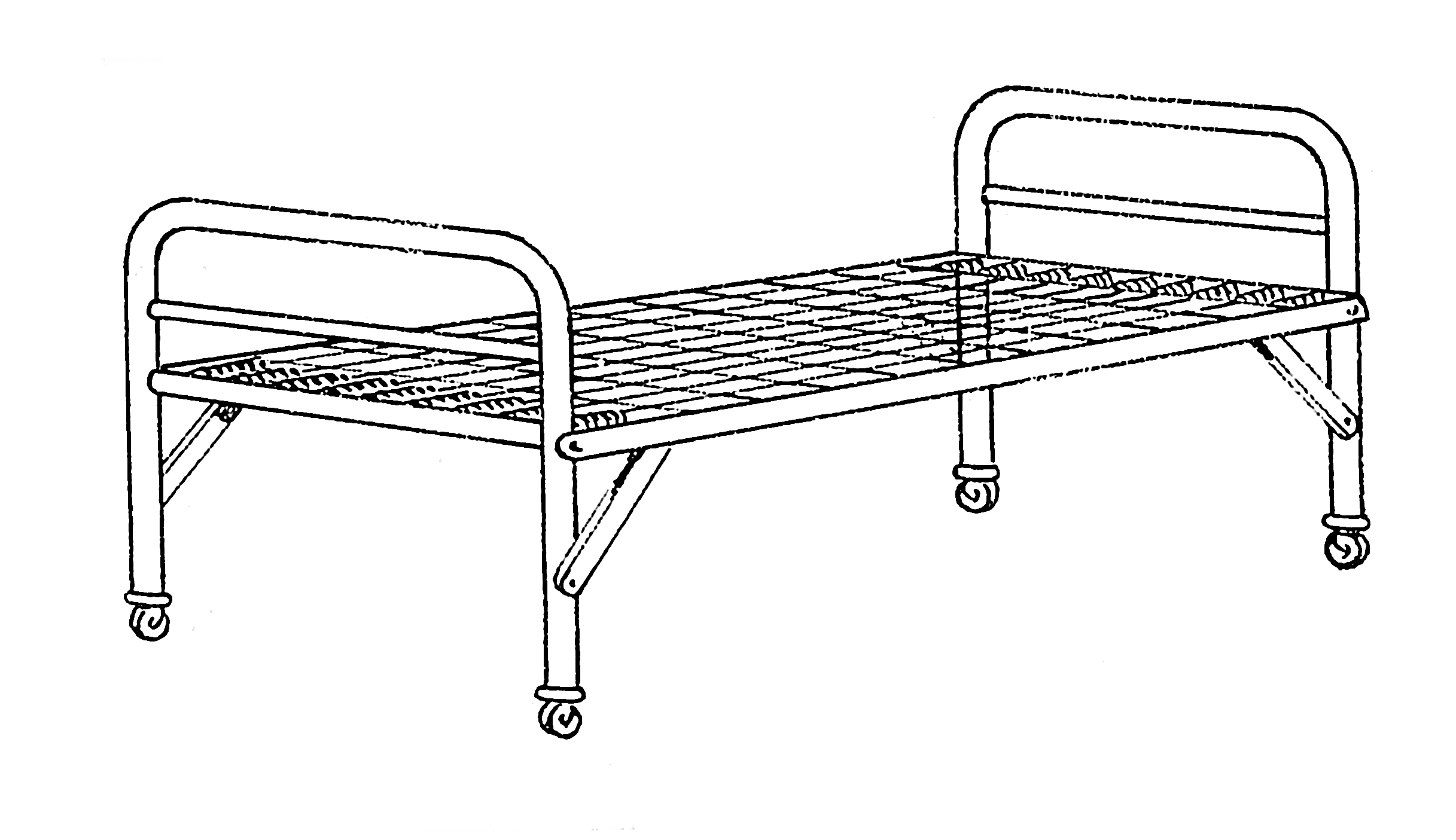
Giường trại điển hình

Giường trại, giường dã chiến hay giường gấp, là một loại giường hẹp, nhẹ, thường được làm bằng vải chắc chắn như vải bạt căng trên khung gấp. Thuật ngữ giường trại phổ biến ở Vương quốc Anh, ở Bắc Mỹ chúng thường được gọi là cũi. Giường trại được quân đội sử dụng trong các trại quân đội tạm thời, và trong các tình huống khẩn cấp, nơi có nhiều người cần nhà ở sau thảm họa. Chúng cũng được sử dụng cho các mục đích giải trí, chẳng hạn như các chuyến cắm trại qua đêm.

## Lịch sử

### Cổ đại
Người ta tin rằng vua Tutankhamun, người trị vì Ai Cập từ khoảng năm 1332 đến 1323 trước Công Nguyên, có thể đã có chiếc giường trại đầu tiên. Khi lăng mộ của Tutankhamun được mở vào năm 1922, một căn phòng đầy đồ đạc được tìm thấy có chứa một chiếc giường trại ba phần gấp lại thành hình chữ Z. Mặc dù vị vua trẻ tuổi ốm yếu, có chân bị khoèo, có thể chưa bao giờ tham gia các cuộc thám hiểm đường dài, nhưng chiếc giường gấp tinh xảo cho thấy ông có sở thích cắm trại và săn bắn.

### Thế kỷ 18 và đầu thế kỷ 19
Hiệp hội Lịch sử New-York sở hữu một chiếc giường trại được cho là đã được tướng George Washington sử dụng trong Chiến tranh Cách mạng Mỹ, kể cả trong mùa đông khắc nghiệt tại Valley Forge. Nó được làm thành ba phần, mỗi phần bao gồm một khung gỗ được căng bằng vải bạt, được hỗ trợ bởi một đế gỗ hình chữ X, với các giá đỡ bằng sắt. Theo nhà tài trợ, Washington đã trao chiếc giường trại cho thư ký ghi chép của mình, Richard Varick, vào cuối cuộc chiến. Nó đã được truyền lại qua con cháu của Varick cho đến khi được tặng cho Hiệp hội Lịch sử vào năm 1871.
Napoléon Bonaparte và các sĩ quan cấp cao của ông đã sử dụng giường trại với khung bằng đồng thếp vàng. Sáu chân của giường có bánh xe, và các cọc thẳng đứng của nó có thể đỡ một tán cây. Dây chéo có sọc được gắn vào khung bằng các móc trong khung đồng. Napoléon chết trên giường trại như vậy vào ngày 5 tháng 5 năm 1821 trên đảo Saint Helena.

## Hình ảnh

Nhiều loại giường trại
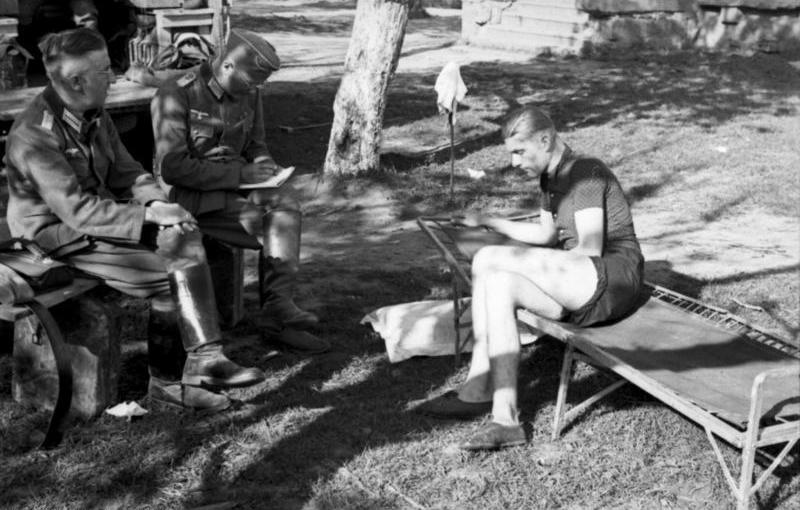
Người lính Đức trên giường trại có thể gập lại, năm 1941
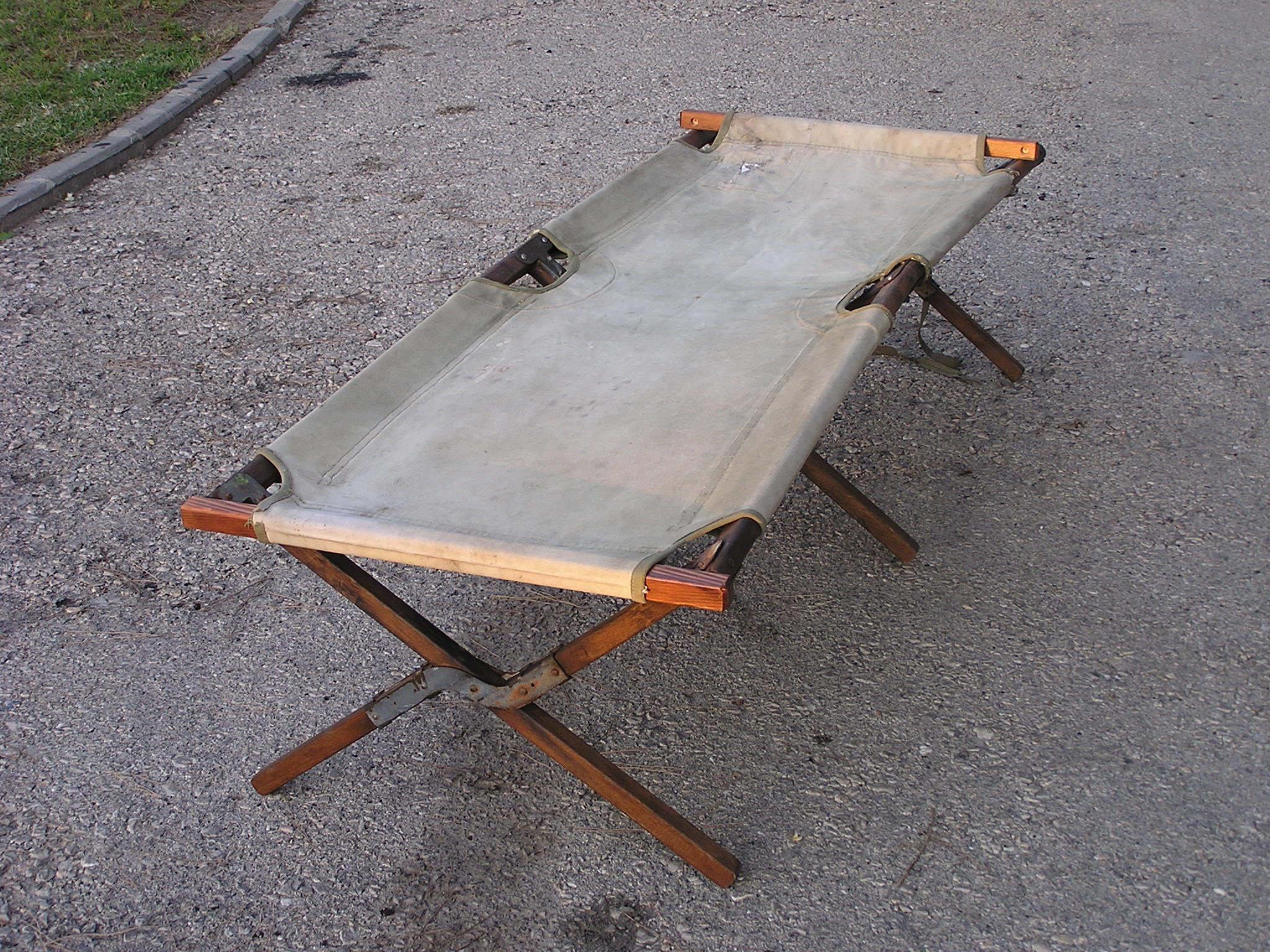
Giường gấp của quân đội Mỹ, được sử dụng trong chiến tranh thế giới thứ hai
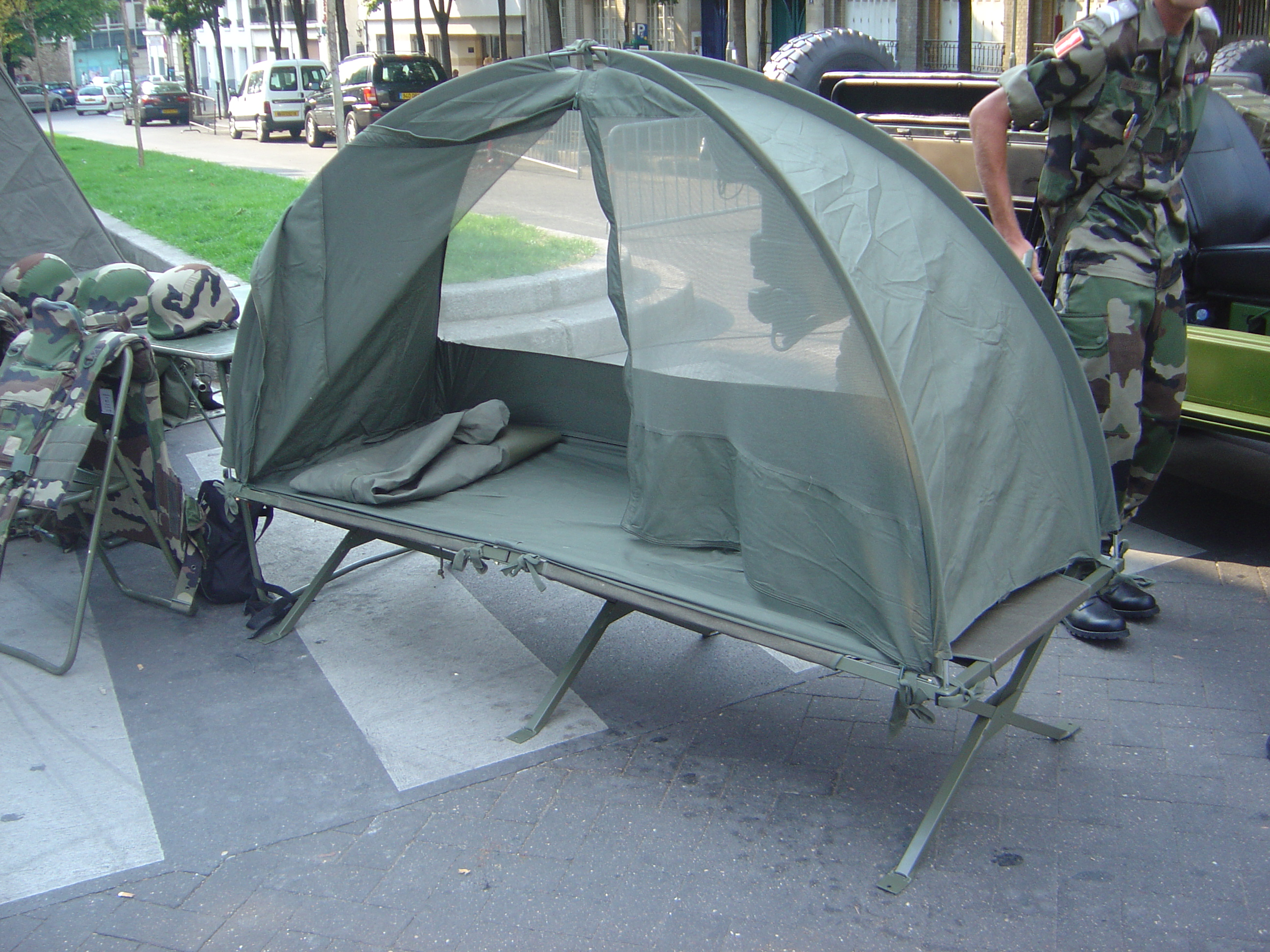
Giường dã chiến di động của Pháp có màn chống muỗi
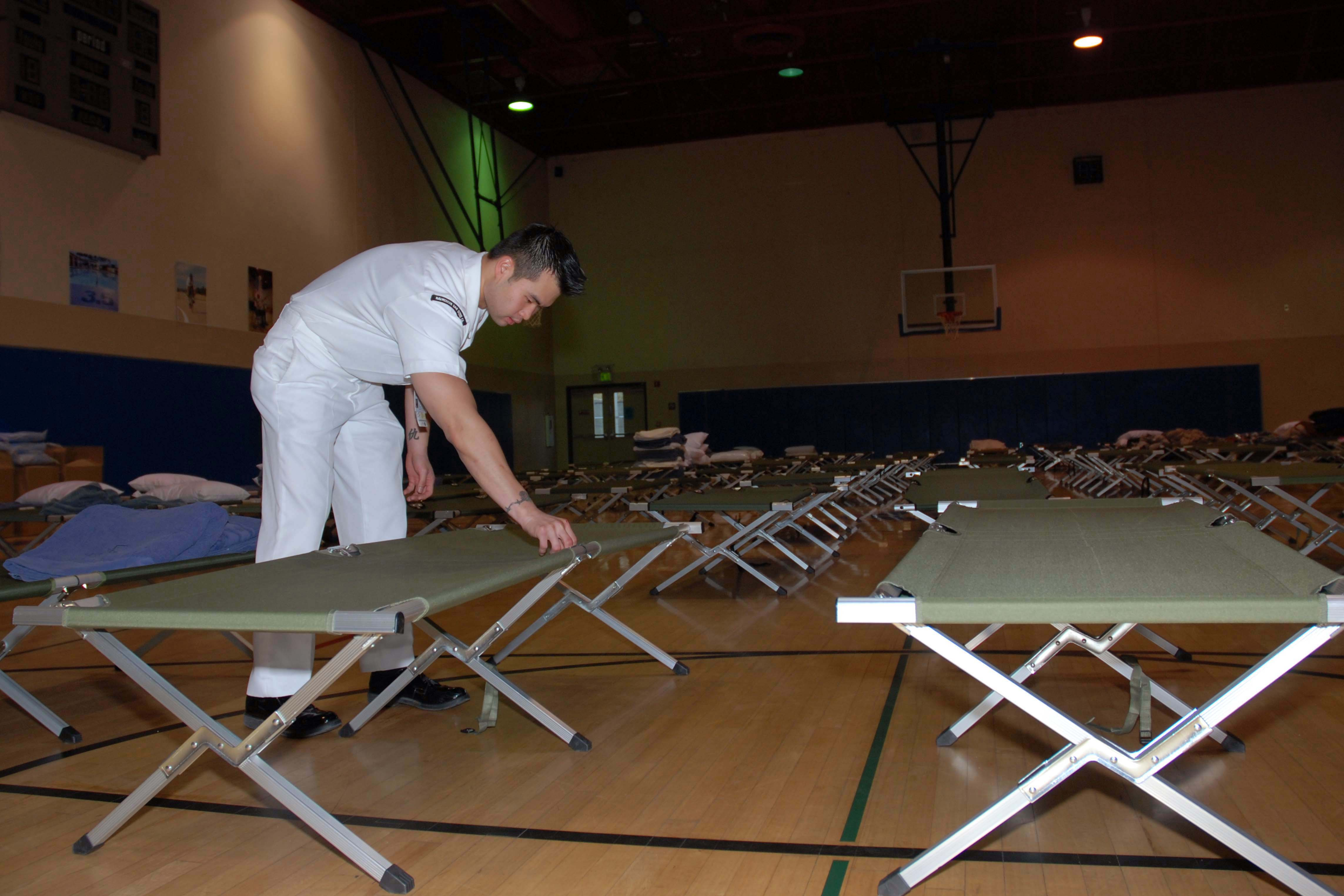
Giường trại cho những người di tản tiềm năng từ trận cháy rừng California 2007